# Akira Kuroiwa
Akira Kuroiwa, född 6 september 1961 i Tsumagoi i Gunma, är en japansk före detta skridskoåkare.
Kuroiwa blev olympisk bronsmedaljör på 500 meter vid vinterspelen 1988 i Calgary.